# Calodendrum capense
Calodendrum capense (Castaño del Cabo) es un árbol que es nativo de El Cabo en Sudáfrica y es cultivado ampliamente por su despliegue prolífico de flores. 

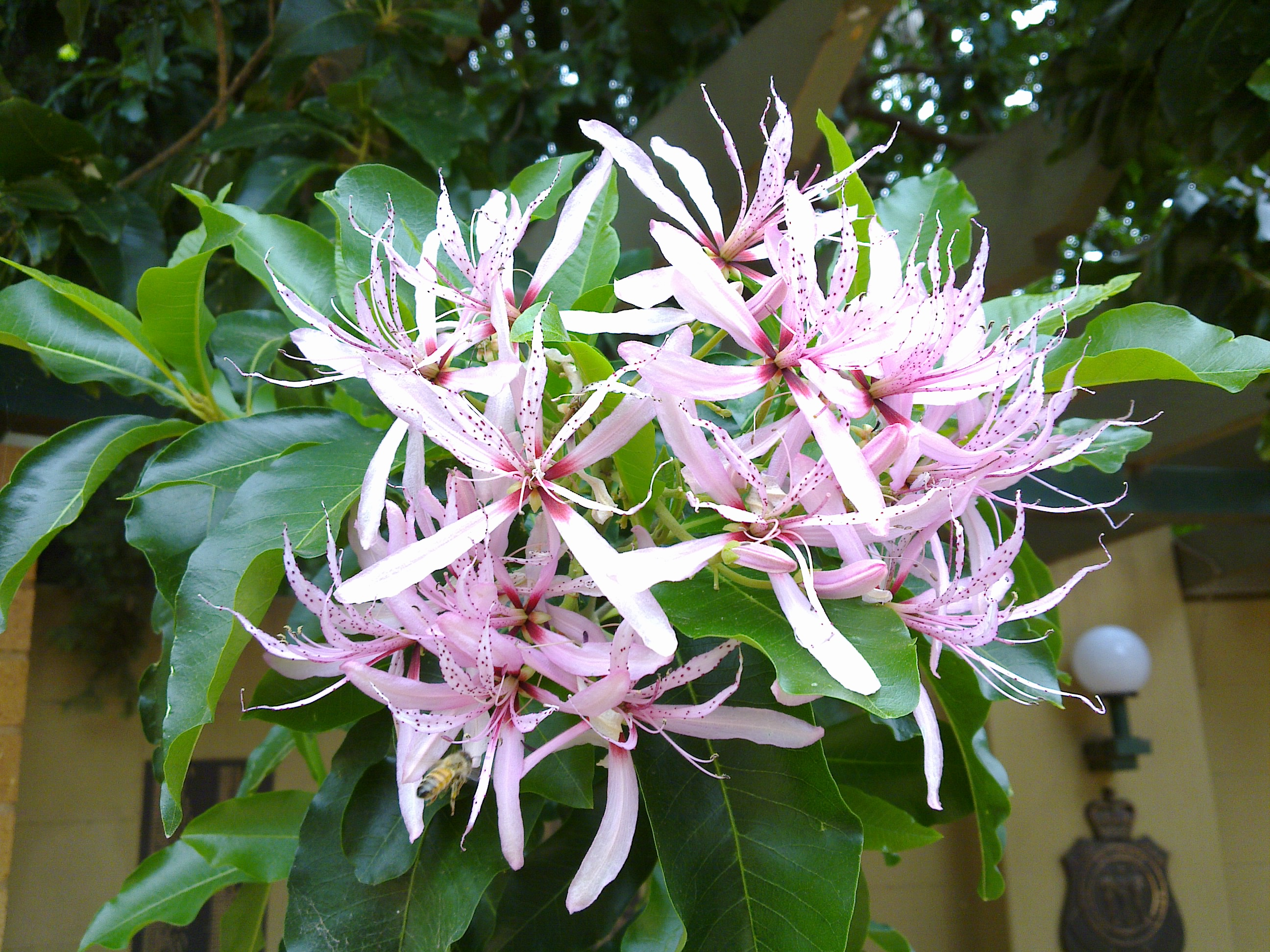
Detalle de las flores

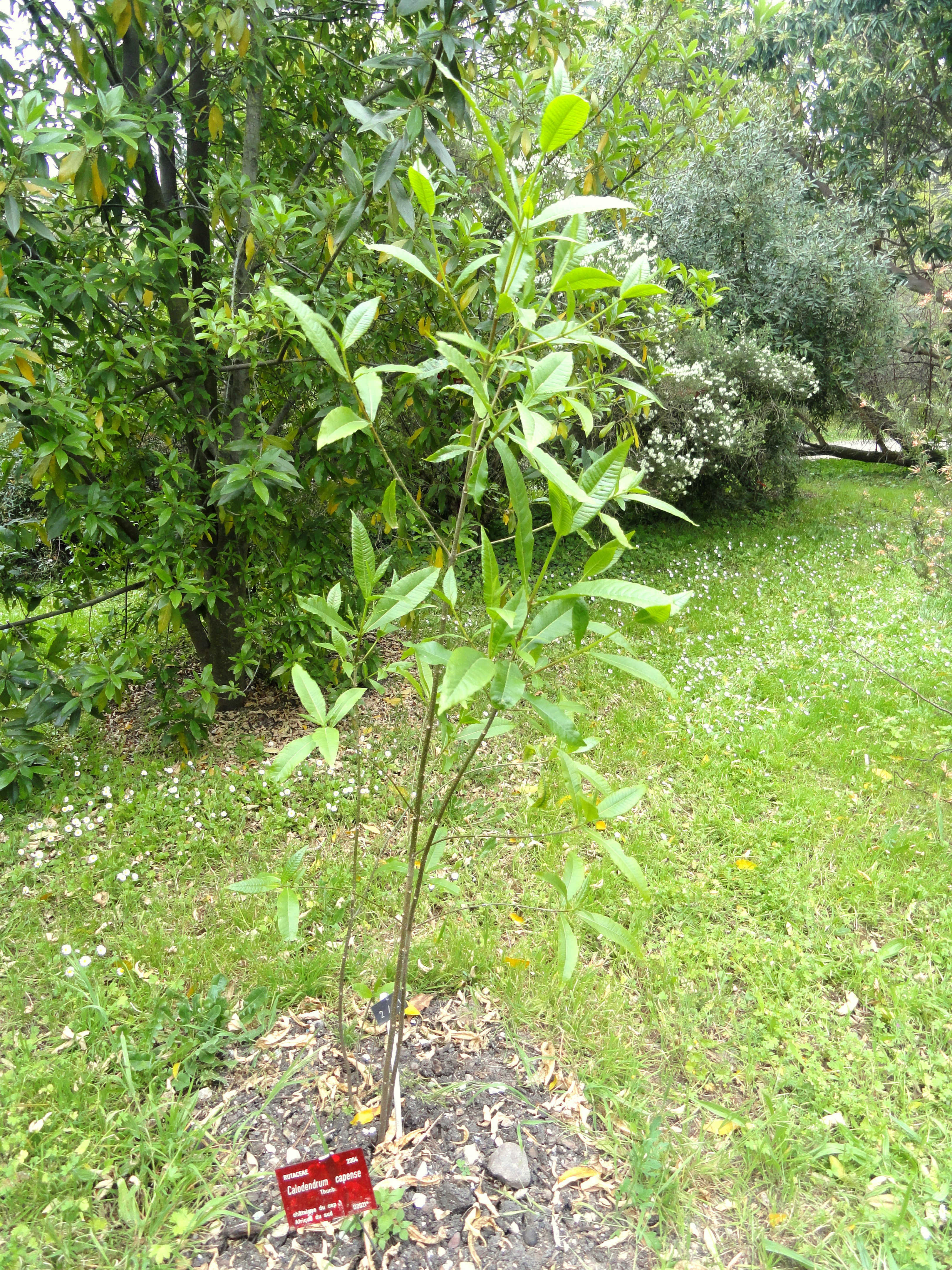
Planta joven

## Descripción
El árbol puede alcanzar 20 metro de altura en un bosque, pero en cultivo es más probable que alcance 10 metros, con una copa extendida. El tronco es liso y gris y las hojas son ovadas de hasta 22 cm de largo y 10 cm de ancho. Las grandes flores rosas se producen en panículos de capullo y cubren la copa del árbol a principios del verano.
El árbol obtuvo el nombre común de "Castaño del Cabo" porque el explorador  William John Burchell vio el parecido al castaño en términos de flores y frutos, sin embargo no está relacionado.

## Propiedades
El aceite del castaño del cabo, también conocido como Aceite Yangu, es un aceite popular en el cuidado de la piel de África. Su protección ultravioleta inherente y su alto contenido de ácidos grasos esenciales y antioxidantes y su suave olor destinado para cosméticos naturales.

## Hábitat
Originaria de Kenia y África suroriental. Es una planta longeva, de crecimiento inicial lento. Floración espectacular que puede tener lugar desde antes de los 6 años hasta después de los 20. Los ejemplares maduros pueden soportar temperaturas bajo cero, los jóvenes hay que protegerlos de las heladas y el viento frío. No es adecuado un clima demasiado seco. Se reproduce por esqueje semimaduro en verano, difícilmente por semilla, que debe ser muy fresca y enterrada al madurar. Puede cultivarse en suelo ligero, friable, rico, profundo, humífero y bien drenado, neutro o ligeramente ácido, al sol o a la luz. Quiere agua y posiciones frescas en la estación seca. Tiene un bajo porcentaje de éxito en los trasplantes.
Otros usos: Los xhosa pensaban que las semillas tenían propiedades mágicas. Hacían con ellas brazaletes que usaban como amuletos para la caza y otros menesteres.

## Taxonomía
Calodendrum capense fue descrita por Adolf Engler y publicado en Nova Genera Plantarum 2: 43, en el año 1782.
Etimología
Calodendrum: nombre genérico que deriva de las palabras griegas: kalos que significa "bello" y dendrum = "árbol". 
capense: epíteto geográfico que alude a su localización en la Provincia del Cabo.
Sinonimia
- Dictamnus capensis L.f.[2]